# Alexandra Geese
Alexandra Geese (nascida em 1 de julho de 1968) é uma política alemã da Aliança 90 / Os Verdes que actua como membro do Parlamento Europeu desde 2019.

## Carreira
De 2015 a 2019, Geese trabalhou como intérprete no Parlamento Europeu.
Geese é membro do Parlamento Europeu desde as eleições europeias de 2019. Desde então, ela serviu na Comissão dos Orçamentos e na Comissão do Mercado Interno e da Protecção dos Consumidores. Em 2020, ela também se juntou ao Comité Especial de Inteligência Artificial na Era Digital.
Além das suas atribuições na comissão, Geese faz parte da delegação do Parlamento para as relações com o Iraque. Ela também é membro do European Internet Forum.

## Vida pessoal
Geese tem três filhas. A família mora no distrito de Kessenich, em Bonn.